# Capi di Stato della Libia
In attesa di una nuova costituzione, la Libia tuttora non ha una vera e propria carica di "capo di Stato".
Il potere dal 1969 al 2011 è stato nelle mani di Muʿammar Gheddafi che pur avendo il titolo onorifico di capo di rivoluzione, ha controllato la vita del Paese.
De iure egli esercitò la presidenza come segretario generale del Congresso generale del popolo solo dal 1977 al 1979, passando poi la carica ad altri, ma restando de facto a capo del paese. Dopo la prima guerra civile in Libia del 2011, le funzioni di capo dello stato sono state assunte prima dal presidente del Consiglio nazionale di transizione e poi, dopo le elezioni, dal presidente del parlamento.
In seguito, tra l'agosto ed il settembre 2014, durante una seconda guerra civile, poiché la parte occidentale del paese e la capitale Tripoli sono cadute in mano a una coalizione di milizie, il parlamento eletto nel giugno 2014 e il governo si sono insediati a Tobruk, città dalla quale hanno ripreso ad esercitare le loro funzioni.
Il ruolo di capo dello stato è stato, dunque, conteso tra il presidente del parlamento di Tobruk (Aguila Saleh Issa, dal 5 agosto 2014 a capo della Camera dei rappresentanti) e il presidente del parlamento islamista di Tripoli (Nuri Busahmein, dal 25 giugno 2013 a capo del Congresso Nazionale Generale, ribattezzato nel settembre 2014 Nuovo Congresso Nazionale Generale).

## Regno di Libia (1951-1969)
| Nome             | Immagine | Durata carica                        | Note                                                                 |
| ---------------- | -------- | ------------------------------------ | -------------------------------------------------------------------- |
| Idris I di Libia |          | 24 dicembre 1951 - 1º settembre 1969 | Deposto il 1º settembre 1969 dal colpo di stato di Muʿammar Gheddafi |

## Repubblica Araba di Libia (1969-1977)
| Durata carica                    | Immagine | Nome                                                             | Partito politico |
| -------------------------------- | -------- | ---------------------------------------------------------------- | ---------------- |
| 1º settembre 1969 - 2 marzo 1977 |          | Muʿammar Gheddafi, capo del Comando del Consiglio rivoluzionario | Militare/nessuno |

## Gran Giamahiria Araba Libica Popolare Socialista (1977-2011)
| Durata carica                  | Immagine | Nome                          | Partito politico |
| ------------------------------ | --- | ----------------------------- | ---------------- |
| 2 marzo 1977 - 2 marzo 1979    | | Muʿammar Gheddafi, presidente | Militare/nessuno |
| 2 marzo 1979 - 20 ottobre 2011 | Muʿammar Gheddafi, leader fraterno e guida della grande rivoluzione del primo settembre della grande Jamāhīriyya araba di Libia Popolare e Socialista | Militare/nessuno              |                  |

### Segretario generale del Congresso generale del popolo (de jureCapo di Stato della Libia, 1977-2011)
| Durata carica                     | Immagine | Nome                                                                                 | Partito politico |
| --------------------------------- | -------- | ------------------------------------------------------------------------------------ | ---------------- |
| 2 marzo 1977 - 2 marzo 1979       |          | Muʿammar Gheddafi, segretario generale del Congresso generale del popolo             | nessuno          |
| 2 marzo 1979 - 7 gennaio 1981     |          | Abdul Ati al-Obeidi, segretario generale del Congresso generale del popolo           | nessuno          |
| 7 gennaio 1981 - 2 febbraio 1984  |          | Muhammad az-Zaruq Rajab, segretario generale del Congresso generale del popolo       | nessuno          |
| 15 febbraio 1984 - 7 ottobre 1990 |          | Mifta al-Usta Umar, segretario generale del Congresso generale del popolo            | nessuno          |
| 7 ottobre 1990 - 7 ottobre 1992   |          | Abdul Razzaq as-Sawsa, segretario generale del Congresso generale del popolo         | nessuno          |
| 18 novembre 1992 - 3 marzo 2008   |          | Muhammad az-Zanati, segretario generale del Congresso generale del popolo            | nessuno          |
| 3 marzo 2008 - 3 marzo 2009       |          | Miftah Muhammed K'eba, segretario generale del Congresso generale del popolo         | nessuno          |
| 5 marzo 2009 - 26 gennaio 2010    |          | Imbarek Shamekh, segretario generale del Congresso generale del popolo               | nessuno          |
| 26 gennaio 2010 - 20 ottobre 2011 |          | Mohamed Abu Al-Quasim al-Zwai, segretario generale del Congresso generale del popolo | nessuno          |

## Stato della Libia (dal 2011)
| Durata carica | Immagine | Nome                                                                                           | Partito politico                   |
| --- | -------- | ---------------------------------------------------------------------------------------------- | ---------------------------------- |
| 20 ottobre 2011 - 8 agosto 2012 |          | Mustafa Abd al-Jalil, capo di Stato ad interim                                                 | Consiglio nazionale di transizione |
| 8 agosto 2012 - 9 agosto 2012 |          | Mohammed Ali Salim, presidente del Congresso nazionale generale e capo di Stato ad interim     | Indipendente                       |
| 9 agosto 2012 - 28 maggio 2013 |          | Mohammed Magariaf, presidente del Congresso nazionale generale e capo di Stato                 | Partito del Fronte Nazionale       |
| 28 maggio 2013 - 25 giugno 2013 |          | Giuma Ahmed Atigha, presidente del Congresso nazionale generale e capo di Stato ad interim     | Indipendente                       |
| 25 giugno 2013 - 4 agosto 2014 |          | Nuri Busahmein, presidente del Congresso nazionale generale e capo di Stato                    | Indipendente                       |
| In seguito alle elezioni parlamentari del giugno 2014, si sono formati due parlamenti rivali, a Tobruk (internazionalmente riconosciuto) e a Tripoli, con due presidenti facenti funzione di capo di Stato.                             |          |                                                                                                |                                    |
| 4 agosto 2014 - 5 aprile 2016 |          | Nuri Busahmein, presidente del Nuovo congresso nazionale generale e capo di stato a Tripoli    | Indipendente                       |
| 4 agosto 2014 - 5 agosto 2014 |          | Abu Bakr Baira, presidente della Camera dei rappresentanti e capo di Stato ad interim a Tobruk | Indipendente                       |
| 5 agosto 2014 - 15 marzo 2021 |          | Aguila Saleh Issa, presidente della Camera dei rappresentanti e capo di Stato a Tobruk         | Indipendente                       |
| In seguito agli accordi del 2015-16, è stato istituito un Consiglio presidenziale a Tripoli, riconosciuto internazionalmente, che assume le funzioni di capo di Stato, ma che non è stato riconosciuto dal presidente rivale di Tobruk. |          |                                                                                                |                                    |
| 30 marzo 2016 - 15 marzo 2021 |          | Fayez al-Sarraj, presidente del Consiglio presidenziale a Tripoli                              | Indipendente                       |
| 15 marzo 2021 - in carica |          | Mohamed Younis Ahmed Al-Manfi, presidente del Consiglio presidenziale a Tripoli                | Indipendente                       |